# Désir de femme (film, 1953)
Pour les articles homonymes, voir Désir de femme.
Pour plus de détails, voir Fiche technique et Distribution.
Désir de femme (All I Desire) est un film américain réalisé par Douglas Sirk sorti en 1953.

## Synopsis
Naomi Murdoch est une femme déchue et une actrice ratée. Elle n'a pas hésité à quitter son mari, Henry, et ses trois enfants, Joyce, Lily et Ted ainsi que son amant, Dutch, pour une illusoire carrière dramatique. Elle a ainsi défrayé la chronique de la petite ville provinciale de Riversdale. Mais dans les coulisses sordides d'un obscur cabaret de Chicago elle reçoit une lettre de sa fille cadette, Lily. Lena, la fidèle servante, a toujours donné à Naomi des nouvelles des siens et lui a fait parvenir cette missive. Lily croit - comme tout le monde - que sa mère est une actrice célèbre et la prie d'assister à sa remise de diplôme et surtout à la pièce de théâtre dont elle joue le rôle principal. 
Naomi part pour Riversdale, avec des robes et des parures éblouissantes, elle compte n'y passer qu'une soirée. Son mari (qui occupe le poste un peu terne de proviseur du collège), Joyce, son aînée et Ted, son jeune fils restent froids et distants. Mais Lily déborde d'admiration et de tendresse pour sa mère qui, le temps de la soirée, fascine toute l'assistance. Dutch, son ancien amant, guette dehors. Naomi rate son train. Elle réalise que son mari l'aime toujours même s'il flirte vaguement avec une professeure du collège, que Joyce (fiancée à un fringant et riche fils de bonne famille) est jalouse de sa séduction, que Lily veut la suivre à New-York pour faire carrière, que Ted ne demande qu'à mieux la connaître. Pourra-t-elle remettre de l'ordre dans sa vie et faire enfin le bonheur des siens ? Lors de ce qui devait être une mise au point entre Naomi et Dutch, ce dernier tente de la reconquérir et de la violenter. Elle le cravache, puis le blesse accidentellement d'un coup de fusil. Ted est témoin de la scène. 
Une fois encore, Naomi est source de scandale et jette l'opprobre sur sa famille. Avant de se sacrifier et de quitter la ville, elle révèle sa vraie vie, ses échecs à Joyce et Lily, dit à son fils combien elle l'aime. Ses valises sont déjà sous le porche, mais son mari lui enjoint de rester, ses filles font bloc autour d'elle, elle rentre dans la maison familiale dont Henry lui remet la clé.

## Fiche technique
- Titre français : Désir de femme[1]
- Titre original : All I Desire
- Réalisation : Douglas Sirk
- Production : Ross Hunter
- Société de Production : Universal Pictures
- Scénario : Robert Blees, James Gunn et Gina Kaus, d'après le roman Stopover de Carol Ryrie Brink
- Musique : Henry Mancini et Herman Stein	(non crédités)
- Photographie : Carl E. Guthrie
- Direction artistique : Alexander Golitzen et Bernard Herzbrun
- Décorateur de plateau : Russell A. Gausman et Julia Heron
- Costumes : Rosemary Odell
- Montage : Milton Carruth
- Chorégraphe : Kenny Williams
- Pays d'origine : États-Unis
- Langue : anglais
- Genre : Mélodrame
- Format : Noir et blanc - Son : Mono (Western Electric Recording)
- Durée : 79 minutes
- Date de sortie : 
  - États-Unis : 25 juin 1953 (Nashville, Tennessee)
  - France : 1er octobre 1954

## Distribution
- Barbara Stanwyck : Naomi Murdoch
- Richard Carlson : Henry Murdoch
- Lyle Bettger :  	Dutch Heineman
- Marcia Henderson : Joyce Murdoch
- Lori Nelson : Lily Murdoch
- Maureen O'Sullivan : Sara Harper
- Richard Long : Russ Underwood
- Billy Gray : Ted Murdoch
- Dayton Lummis : Colonel Underwood
- Lotte Stein : Lena Maria Svenson
- Fred Nurney : Hans Peterson
- Stuart Whitman : Dick (non crédité)
- Guy Williams : un invité du bal (non crédité)